# Gagrella diluta
Gagrella diluta is een hooiwagen uit de familie Sclerosomatidae.